# GT Steel Group
GT Steel Construction Group Limited，簡稱GT Steel Construction Group及GT Steel Group（港交所：8402），在2003年，由創辦人、主席及行政總裁王清佑及其相關人士，於總部新加坡成立「G-Tech Metal Pte. Ltd.」，業務在新加坡經營设计、供应和制造独立的结构钢產品。
股份在2017年7月17日於港交所創業板上市，原代碼為8402.HK。招股定價為0.5至0.7港元之間，發行新股數目為1.2億股，集資額為5020萬港元。
2017年7月14日，因應法例執行，原本上市日期將會有所更改；而上市日期為11月17日，原因再次重新以股份發售方式進行。

## 連結
- gt-steel.com.sg （页面存档备份，存于）